# Salinelles
Salinelles är en kommun i departementet Gard i regionen Occitanien i södra Frankrike. Kommunen ligger i kantonen Sommières som tillhör arrondissementet Nîmes. År 2022 hade Salinelles 558 invånare.

## Befolkningsutveckling
Antalet invånare i kommunen Salinelles
Referens:INSEE